# Peter Van Wood
Peter Van Wood, pseudonimo di Pieter van Houten (IPA: [ˈpiːtər vɑn ˈɦʌu̯tə(n)]) (L'Aia, 19 settembre 1927 – Roma, 10 marzo 2010), è stato un chitarrista, cantautore e astrologo olandese naturalizzato italiano.

## Biografia
Cominciò a suonare la chitarra a quattordici anni, studiando al conservatorio; alla sua formazione contribuì anche l'ascolto dei grandi chitarristi jazz. Entrò poi a far parte di piccole formazioni musicali con le quali suonò nei Paesi Bassi e all'estero, esibendosi anche al Palladium di Londra nel 1946. Sulla chitarra elettrica fu tra i primi in quegli anni in Europa a usare effetti come eco e riverbero, e tra il 1947 e il 1948 si esibì in tutto il mondo, con concerti anche all'Olympia di Parigi e alla Carnegie Hall di New York. Nel 1949 si stabilì in Italia: dopo una serie di spettacoli a Napoli, venne contattato per formare un trio da Renato Carosone e Gegè Di Giacomo, e incise con loro vari dischi per la Pathé.

Il quartetto nel 1955

Nel 1954 decise di darsi alla carriera solista: formò un suo quartetto (con Aldo Buonomo alla batteria, Paolo Pes al contrabbasso e Bruno De Lucia al pianoforte), col quale registrò per la Fonit. Registrò molti dischi di successo, esibendosi nel contempo nei night club più esclusivi. Della sua carriera musicale si ricordano canzoni quali: Butta la chiave, rimasta famosa per via del dialogo tra Van Wood e la chitarra (a cui fa interpretare le risposte di una ragazza che non vuole farlo entrare in casa), Via Montenapoleone, Tre numeri al lotto, Mia cara Carolina  e Capriccio.
Dagli anni sessanta si dedicò seriamente all'astrologia, con le rubriche di oroscopi per conto di giornali e riviste, pur continuando a incidere dischi; aprì anche un locale a Milano (la città in cui si era stabilito dopo aver vissuto per qualche tempo a Napoli), l'Amsterdam 19, in Galleria Passarella, dove spesso si esibì come cantante chitarrista. Nel 1974 realizzò Guitar magic, un album interamente strumentale per la Vedette -Phase 6, in cui sono messe in evidenza le sue doti di chitarrista.
Nel 1982 incise la sigla del programma televisivo La Domenica Sportiva.
Tornò con successo in televisione nel 1993 come ospite nella trasmissione Quelli che il calcio ed in suo onore fu fondata la squadra di calcio amatoriale "Atletico Van Goof", denominata Van Goof sulla falsariga del suo cognome, e collocata alle spalle della postazione del chitarrista nello studio televisivo. Gli autori del programma idearono infatti una specie di sfida tra il musicista e il "pupazzo": a seconda dell'esito reale dei vari pronostici veniva assegnato un punteggio, favorevole rispettivamente al primo o al secondo, per stabilire così il vincitore alla fine di ogni puntata. La squadra calcistica Atletico Van Goof successivamente si ispirò a questo gioco ironico, per la sua denominazione.
Nell'ottobre 2007 chiese un milione di euro di risarcimento al gruppo dei Coldplay, sostenendo che la canzone Clocks fosse plagiata dalla sua Caviar and Champagne.
Van Wood visse gli ultimi anni della sua vita a Castelnuovo di Porto, dove è sepolto nel piccolo cimitero del paese: morì all'alba del 10 marzo 2010 al Policlinico Gemelli di Roma dopo una lunga malattia. 

## Vita privata
Era padre di Benedetta Van Wood, anche lei astrologa, che ha preso il suo posto nella stesura dell'oroscopo del settimanale Intimità.

## Discografia

### 78 giri
- 1951 - Oh!Susanna/Scalinatella (Pathé, MG 13)
- 1952 - Papaveri e papere/Buona Pasqua (Pathé, MG 102)
- 1952 - Yes, sir, that's my baby/Music, music, music! (Pathé, MG 156)
- 1952 - Tre numeri al lotto (i pappagalli)/Oh! Susanna (Pathé, MG 157)
- 1953 - Tell me why/Mia cara Carolina (Fonit, 14851)
- 1953 - Butta la chiave/Tre numeri al lotto (Fonit, 14852)
- 1953 - La panse'/Juana (Fonit, 14864)
- 1953 - Souvenir d'Italie/Scapricciatiello (Fonit, 14866)
- 1953 - 'O ciucciariello/'O ciucciariello (Fonit, 14867)
- 1954 - Arrivederci Roma/Oro in Italia (Fonit, 14916)
- 1954 - Prigionieri del cielo/Smile (Fonit, 14918)
- 1954 - 'A risa/'E spingole frangese! (Fonit, 14952)
- 1954 - Filomena/'A Luciana (Fonit, 14954)
- 1954 - Papa loves mambo/ Mambo italiano (Fonit, 14956)
- 1954 - Hold my hand/I love Paris (Fonit, 14959)
- 1954 - Il mazzo di mammole/Nicolò Nicolò (Fonit, 15020)
- 1954 - Fuoco verde/My favorite song (Fonit, 15074)
- 1954 - Il telefono/I pesciolini (Fonit, 15075)
- 1954 - .../Spaghetti (Fonit, 15106)
- 1954 - Aummo aummo/Io songo milanese (Fonit, 15107)
- 1955 - Io piaccio/La canzone dei fiori (Fonit, 15155)
- 1955 - Rock around the clock/Love is a many... (Fonit, 15190)
- 1956 - Oho-Aha/Spaghetti (Fonit, 15191)
- 1956 - Lucianella/Sole giallo (Fonit, 15215)
- 1956 - Chella llà/Tic-ti tic-ta (Fonit, 15216)
- 1954 - Ricordate Marcellino/Mussi mussi (Fonit, 15236)
- 1954 - Oho-Aha (Ciao)/Baby bu(Fonit, 15237)
- 1954 - 'O nfinfero/Chella llà (Fonit, 15318)
- 1954 - È primavera/Fofò piccolo Fofò (Fonit 15320)
- 1954 - Mia cara Carolina/Fofò piccolo Fofò (Fonit, 15321)
- 1954 - Butta la pasta Teresa/Fofò piccolo Fofò (Fonit, 15321)
- 1954 - Domani/Songo americano (Fonit, 15437)
- 1954 - The poor people of Paris/Que sera, sera (Fonit, 15457)
- 1954 - Van Wood's rock/Due rane e un cane (Fonit, 15475)
- 1954 - Butta la chiave/Chella llà (Fonit, 15483)
- 1954 - Only you/Buongiorno Katrin (Fonit, 15538)
- 1954 - A woman in love/Mister sogno (Fonit, 15539)
- 1954 - T'aggia dì 'na cosa/..... (Fonit, 15540)
- 1954 - Rapsodia ungherese N. 2 (Fonit, 15599)
- 1954 - Tell me why/Walking my back home (VIS, VI 4729)
- 1954 - Juana/Mia cara Carolina (VIS, VI 4730)
- 1954 - 'E cummarelle/Desiderio 'e sole (VIS, VI 4735)
- 1953 - Unforgettable/Whispering (VIS, VI 4738)
- 1954 - Fischiettando/I'm yours (VIS, VI 4739)
- 1954 - Sono solo/Blue gardenia (VIS, VI 4916)
- 1954 - Istambul/Bye bye baby (VIS, VI 4942)
- 1955 - Three coins in the fountain/Johnny guitar (VIS, VI 5101)
- 1954 - La nuova fidanzata/Butta la chiave (VIS, VI 5193)
- 1955 - Scapricciatiello/La pansé (VIS, VI 5250)
- 1955 - .../Cuore e chitarra (Fonit, 15940)

### 33 giri

#### 25 cm
- 1954 - Van Wood Quartet (Fonit, LP 143)
- 1955 - L'olandese napoletano (Fonit, LP 146)
- 1955 - L'olandese volante (Fonit, LP 148)
- 1955 - Van Wood Quartet (VIS, Vi.M.T. 24.007)
- 1955 - Van Wood Quartet (VIS, Vi.M.T. 24.008)
- 1955 - L'olandese volante (VIS, Vi.M.T. 24.009)
- 1955 - L'olandese volante (VIS, Vi.M.T. 24.011)
- 1956 - Van Wood Quartet (Fonit, LP 170)
- 1956 - Van Wood Quartet (Fonit, LP 171)
- 1956 - Restiamo in casa stasera con Van Wood (Fonit, LP 180)
- 1956 - Intorno al mondo con Van Wood (Fonit, LP 181)
- 1956 - Van Wood Quartet (Fonit, LP 193)
- 1956 - Van Wood Quartet (Fonit, LP 196)
- 1957 - Van Wood Quartet (Fonit, LP 211)
- 1957 - Van Wood Quartet (Fonit, LP 222)
- 1957 - Van Wood Quartet (Fonit, LP 233)
- 1957 - Van Wood Quartet (Fonit, LP 236)
- 1958 - Allegrissimo (Fonit, LP 251)
- 1958 - "Corde al mente!" (Fonit, LP 252)
- 1958 - Van Wood Quartet (Fonit, LP 274)

#### 30 cm
- 1956 - Van Wood vi porta allegria (Fonit, LP 20001)
- 1962 - Twist! Twist! Twist! (Fonit, LP 20019)
- 1973 - Van Wood Story (EDIBI, SEB 4004/4005/4006)
- 1974 - Guitar magic (Vedette -Phase 6, VPAS 911)
- 1976 - Peter Van Wood and his magic guitar-organ (Polydor, 2480406)
- 1980 - I grandi successi - Van Wood (Fonit Cetra, Pellicano, PL 447)
- 1981 - Sotto il segno di Van Wood (RCA Linea Tre, NL 33176)
- 1982 - Peter Van Wood e le sue magiche chitarre (Scacco Matto, SM 7022)
- 1988 - Peter Van Wood (Fonit Cetra, PL 768)

#### EP
- 1954 - Tell me why/Juana/Sono solo/Il cucù (Vis Radio, Vi.M.Q 14002)
- 1954 - Three coins in the fountain/Johnny guitar/Pansè/Mia cara Carolina (Vis Radio, Vi.M.Q. 14007)
- 1954 - Te voglio bene/Io songo milanese/From here to eternity/Make love to me (Vis Radio, Vi.M.Q. 14008)
- 1954 - Wanted/Sconsolatamente/Please don't say "no"/La ciocca (Vis Radio, Vi.M.Q. 14009)
- 1955 - Van Wood Quartet n° 1 (Fonit, EP 4040)
- 1955 - Van Wood Quartet n° 2 (Fonit, EP 4041)
- 1955 - Van Wood Quartet n° 3 (Fonit, EP 4042)
- 1955 - Van Wood Quartet n° 4 (Fonit, EP 40....)
- 1956 - Van Wood Quartet n° 5 (Fonit, EP 4051)
- 1956 - Van Wood Quartet n° 6 (Fonit, EP 4052)
- 1956 - Van Wood Quartet n° 7 (Fonit, EP 4065)
- 1956 - Van Wood Quartet n° 8 (Fonit, EP 4066)
- 1956 - Van Wood Quartet n° 9 (Fonit, EP 4067)
- 1956 - Van Wood Quartet n° 10 (Fonit, EP 4083)
- 1956 - Van Wood Quartet n° 11 (Fonit, EP 4084)
- 1956 - Van Wood Quartet n° 12 (Fonit, EP 4096)
- 1956 - Van Wood Quartet n° 13 (Fonit, EP 4097)
- 1956 - Van Wood Quartet n° 14 (Fonit, EP 4098)
- 1956 - Van Wood Quartet n° 15 (Fonit, EP 4099)
- 1957 - Van Wood Quartet n° 16 (Fonit, EP 4131)
- 1957 - Van Wood Quartet (Fonit, EP 4179)
- 1957 - Van Wood Quartet (Fonit, EP 4197)
- 1957 - Van Wood Quartet (Fonit, EP 4198)
- 1958 - Van Wood Quartet (Fonit, EP 4305)
- 1958 - Van Wood Quartet (Fonit, EP 4328)
- 1959 - Van Wood Quartet (Fonit, EP 4341
- 1959 - Ti prego amore/O Josefin Die Nacht In Napoli/La fine/Pity pity (Fonit, EP 4354)
- 1959 - Pepe/Sucu sucu/Vieni giù dal tetto/Apache (Fonit, EP 4404)

#### 45 giri
- 1956 - Tell Me Why/Walking My Baby Back Home (Vis Radio, Vi 4729)
- 1956 - Chella llà!/Ricordate Marcellino? (Fonit, SP 30001)
- 1956 - Oho-Aha (ciao)/Baby bu (Fonit, SP 30004)
- 1956 - Sole giallo/Lucianella (Fonit, SP 30007)
- 1956 - Nicolò Nicolò Nicolino/La lavanderina del Portogallo (Fonit, SP 30010)
- 1956 - Giuvanne cu 'a chitarra/Io songo milanese (Fonit, SP 30011)
- 1956 - Mia cara Carolina/Butta la chiave (Fonit, SP 30013)
- 1956 - Tre numeri al lotto/Via Montenapoleone (Fonit, SP 30014)
- 1957 - Que sera sera/Domani (Fonit, SP 30090)
- 1957 - The poor people of Paris/Van Wood's rock (Fonit, SP 30091)
- 1957 - Due rane e un cane/Coccola (Fonit, SP 30110)
- 1957 - Moritat/Buongiorno Katrin (Fonit, SP 30118)
- 1957 - Le Rififi/Melodia del porto (Fonit, SP 30144)
- 1957 - Lazzarella/Il nostro giorno (Fonit, SP 30172)
- 1958 - Giddy up a ding dong/Somebody stole my gal (Fonit, SP 30242)
- 1958 - 'A sonnambula/Nun me lassà accussì (Fonit, SP 30264)
- 1958 - Resta cu mme/Buona sera (Fonit, SP 30336)
- 1958 - O.K. flipper/Buona sera (Fonit, SP 30337)
- 1958 - Allegria americana/Historia de un amor (Fonit, SP 30355)
- 1959 - 'O ciuccio 'e 'a ciuccia/Il nostro giorno (Fonit, SP 30359)
- 1959 - Gira girasole/Patrizia (Fonit, SP 30474)
- 1959 - Ce guardamme tutt'e dduje/È inutile (Fonit, SP 30476)
- 1959 - My special angel/With my guitar (Fonit, SP 30500)
- 1959 - Pity pity/La fine (Fonit, SP 30587)
- 1959 - Bella/Il giramondo (Fonit, SP 30640)
- 1959 - Ricordo un blues/La primavera (Fonit, SP 30641)
- 1959 - Bella/Our Tune (Fonit, SP 30642)
- 1959 - Zucate 'llu'vicciullo/Ohé...paisà... (Fonit, SP 30660)
- 1960 - Giulietta/You and me in via Veneto (Fonit, SP 30787)
- 1960 - Scandalo al sole/Il venditore di felicità (Fonit SP 30788)
- 1960 - Piango perché piango/Bocca troppo bella (Fonit, SP 30866)
- 1960 - Tre volte mia/You and me in via Veneto (Fonit, SP 30929)
- 1964 - Sei come lei/Ghost pary (Durium, CN A 9132)
- 1964 - Merletti spagnoli/Surf little baby (Durium, CN A 9133)
- 1975 - Una piccola città/Le sigle di Circo Dieci (Edibi, EDF 1101)
- 1980 - Venezia è un sogno/Se ti va (Cassa di Risparmio di Venezia, ADR 109)
- 1982 - Una domenica sportiva/Vattene (Fonit, SP 1784)
- 1989 - Venezia è un sogno/Se ti va (Andromeda Records, ADR 109)

## Varietà televisivi
- Guarda chi si vede!, varietà settimanale di Carlo Manzoni, Marcello Marchesi, Giovanni Mosca, Vincenzo Rovi, orchestra di Giampiero Boneschi, con Peter Van Wood, Elsa Merlini, Enrico Viarisio, Olga Villi, Aroldo Tieri, Ferruccio Amendola, Alberto Lionello, Sandra Mondaini, Raffaele Pisu, Antonella Steni, Giustino Durano, regia di Vito Molinari 9 puntate dall'8 maggio 1955 al 6 luglio 1955, nel programma nazionale RAI.

## Filmografia
- Cantando sotto le stelle, regia di Marino Girolami (1956)
- I miliardari di Guido Malatesta (1956)
- La donna del giorno, regia di Francesco Maselli (1956)
- Jazz Band, regia di Pupi Avati (1978), Miniserie Tv RAI
- Night Club, regia di Sergio Corbucci (1989)